# Tina Pica
Pour les articles homonymes, voir Pica.
Tina Pica, nom de scène de Annunziata Pica, née le 31 mars 1884 à Naples et morte le 15 août 1968 dans la même ville, est une actrice italienne de cinéma et de théâtre.

## Biographie
Tina Pica est née le 31 mars 1884, abritée par le quartier Borgo Sant'Antonio Abate de Naples. Après avoir joué au théâtre dans la compagnie de Eduardo De Filippo, elle fait ses débuts au cinéma dans le film Il cappello a tre punte de Mario Camerini (1934) à l'âge de 50 ans.
Après avoir joué dans des films comme Il voto (1950) et Ergastolo (1952), elle interprète à 69 ans le rôle de Caramella dans Pain, Amour et Fantaisie (1953) et dans les suites Pain, Amour et Jalousie (1954), film qui lui rapporte le Ruban d'argent de la meilleure actrice dans un second rôle, ainsi que Pain, amour, ainsi soit-il (1955), des comédies dans lesquelles elle devient une des actrices comiques les plus aimées du cinéma italien de l'après-guerre.
Parmi ses interprétations les plus populaires, on peut citer celles de Buonanotte... avvocato! (1955), Destinazione Piovarolo (1955) avec Totò, Un héros de notre temps (1955), Sous le ciel de Provence (1956), Ci sposeremo a Capri (1956), L'Impossible Isabelle (1957) avec Sylva Koscina et Renato Salvatori, La nipote Sabella (1958), Lazzarella (1957), Madame, le Comte, la Bonne et moi (1957), La zia d'America va a sciare (1958), La duchessa di Santa Lucia (1959), La Pica sul Pacifico (1959), Non perdiamo la testa (1959) et Hier, aujourd'hui et demain (1963), son dernier engagement au cinéma, à l'âge de 79 ans.
Elle est morte à l'âge de 84 ans le 16 août 1968 à Naples.

## Filmographie

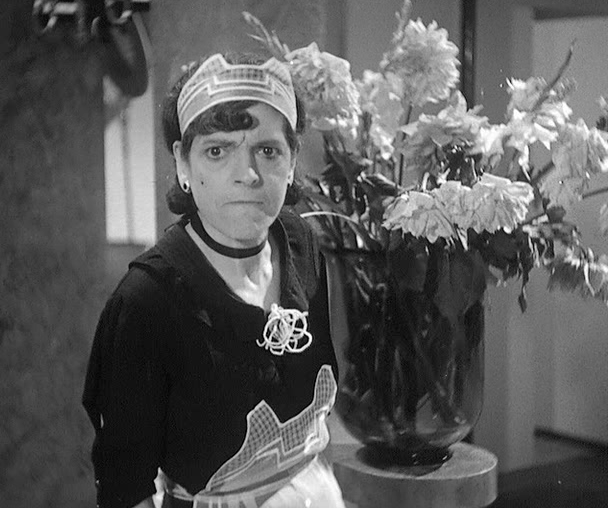
Dans le film Fermo con le mani ! (1937).

- 1916 : Ciccio il pizzaiolo del Carmine
- 1916 : Carmela, la sartina di Montesanto
- 1934 : Il cappello a tre punte : Assunta, une fille du peuple
- 1937 : Fermo con le mani ! : Giulia
- 1938 : L'ha fatto una signora : Teresa, la portière
- 1939 : Il marchese di Ruvolito : mademoiselle Mangialardo
- 1939 : Terra di nessuno : Maruzza
- 1948 : De nouveaux hommes sont nés (Proibito rubare) : Maddalena, la cuisinière
- 1950 : Il voto
- 1951 : Porca miseria
- 1951 : Filumena Marturano, d'Eduardo De Filippo : Rosalia Solimena
- 1951 : Destino
- 1951 : Alerte à l'arsenal (Fiamme sulla laguna)
- 1952 : Rimorso
- 1952 : Les Coupables (Processo alla città) : cuisinière du restaurant
- 1952 : Marito e moglie d'Eduardo De Filippo
- 1952 : Amours interdites (Inganno) : infirmière âgée
- 1952 : Ergastolo
- 1952 : La città canora : Concetta
- 1952 : Ha da venì... don Calogero!
- 1953 : E Napoli canta
- 1953 : Pain, Amour et Fantaisie (Pane, amore e fantasia) : Caramella, la domestique
- 1954 : Una pelliccia di visone : grand-mère Matilde
- 1954 : Due soldi di felicità
- 1954 : Cœur de mère (Cuore di mamma) : femme âgée
- 1954 : Carrousel fantastique (Carosello napoletano) : Capera
- 1954 : Ballata tragica : femme du maître d'équipage
- 1954 : L'Or de Naples (L'oro di Napoli) : la femme âgée (segment Il professore)
- 1954 : Pain, Amour et Jalousie (Pane, amore e gelosia) : Caramella, la domestique
- 1954 : Napoli è sempre Napoli : Donna Bettina
- 1955 : Graziella de Giorgio Bianchi
- 1955 : Totò e Carolina : dame à l'hôpital
- 1955 : Ces demoiselles du téléphone (Le signorine dello 04) : tante Vittoria
- 1955 : La moglie è uguale per tutti : mademoiselle Beretta
- 1955 : Io piaccio : Sibilla
- 1955 : Un héros de notre temps (Un eroe dei nostri tempi) : Clotilde
- 1955 : Destinazione Piovarolo : Beppa
- 1955 : Da qui all'eredità : tante Tina
- 1955 : Le Signe de Vénus (Il segno di Venere) : tante Tina
- 1955 : Buonanotte... avvocato! : Antonia
- 1955 : Cantate con noi : tante Tina
- 1955 : Pain, amour, ainsi soit-il (Pane, amore e...) : Caramella
- 1955 : Un po' di cielo
- 1956 : Una pelliccia di visone de Glauco Pellegrini
- 1956 : Napoli sole mio! : Teresa
- 1956 : Ci sposeremo a Capri : Donna Concetta
- 1956 : Arriva la zia d'America
- 1956 : Amaramente
- 1956 : Quatre Pas dans les nuages (Sous le ciel de Provence) : tante Camilla
- 1957 : La Zia d'America va a sciare : Tecla Cammarano
- 1957 : L'Impossible Isabelle (La nonna Sabella) : grand-mère Sabella
- 1957 : Lazzarella : madame Capuano
- 1957 : Madame, le Comte, la Bonne et moi (Il conte Max)
- 1958 : Je ne suis plus une enfant (Non sono piu guaglione) de Domenico Paolella : Bijou
- 1958 : La nipote Sabella : Donna Sabella
- 1958 : Mia nonna poliziotto : Tina De Cupis
- 1958 : Io, mammeta e tu : mère de Mammeta
- 1958 : Il bacio del sole
- 1959 : La sceriffa : Carmela Esposito, la shérif
- 1959 : La pica sul Pacifico : Adelaide Harol'
- 1959 : Non perdiamo la testa : madame Cuccar
- 1959 : Fantasmi e ladri : Annunziata
- 1959 : La duchessa di Santa Lucia : tante Carmela
- 1961 : Parlez-moi d'amour (Che femmina... e che dollari!)
- 1963 : Hier, aujourd'hui et demain (Ieri, oggi, domani) : grand-mère Ferrario (segment Mara)

### Crédits de traduction
- (it) Cet article est partiellement ou en totalité issu de l’article de Wikipédia en italien intitulé « Tina Pica » (voir la liste des auteurs).